# Gerhard Kerff
Gerhard Kerff (* 8. Januar 1908 in Elberfeld; † 23. Februar 2001 in Hamburg) war ein deutscher Architekt, Stadtplaner und Fotograf.

## Leben
Gerhard Kerff sammelte erste praktische Erfahrung als Bauarbeiter in Duisburg. Er studierte ab 1926 Architektur an der Technischen Hochschule Stuttgart. Er unterbrach das Studium von 1930 bis 1931 für eine Zwischenpraxis beim Hochbauamt in Duisburg. Kerff beendete das Studium 1933 mit dem Diplom und arbeitete ab 1934 im Atelier von Heinrich Blecken in Duisburg. Nachdem er von 1935 bis 1937 für den Architekten Hermann Reick tätig gewesen war, arbeitete er zwischen 1937 und 1945 für die Luftwaffe. Während dieser Zeit plante er Bauwerke, die auf den Inseln Rantum und Usedom zu finden sind. Während des Zweiten Weltkriegs zog ihn die Wehrmacht 1943 zum Kriegsdienst ein. Kerff kehrte 1947 aus der Kriegsgefangenschaft zurück und ging 1948 nach Hamburg. Er arbeitete zunächst als Architekt für das dortige Landesplanungsamt und plante im Bezirksamt  Eimsbüttel den Wiederaufbau der Hansestadt mit. 1954 wurde er zum Baurat, 1957 zum Oberbaurat berufen. In der Position des Baudirektors, die er seit 1967 innehatte, ging er 1973 in Pension.
Kerff gehörte als Architekt der Hamburger Landesgruppe der Deutschen Akademie für Städtebau und Landesplanung an.
Neben der Arbeit als Architekt fotografierte Gerhard Kerff. Wenngleich die Fotografie für ihn eine Liebhaberei darstellte, arbeitete er sehr professionell. Zu seinem Mentor entwickelte sich Albert Renger-Patzsch, der 1932 einmalig einen von Kerff besuchten Kurs für Amateurfotografen angeboten hatte. Umfangreiche Schriftwechsel zwischen Kerff und Renger-Patzsch, die sie zwischen 1934 und 1966 führten, zeigen, dass sich Kerff zu einem Fachmann auf Augenhöhe entwickelte, der Renger-Patzsch Ratschläge in technischen und gestalterischen Fragen erteilte. Wie sein Mentor fand Kerff kein Gefallen an Porträtfotografie. Er konzentrierte sich stattdessen auf Aufnahmen von Architektur und Landschaften. Diese erschienen in mehreren eigenständigen Bildbänden. Aufnahmen, die er ab 1941 während vielen Reisen durch Deutschland und Europa erstellte, wurden oft im Magazin Merian abgedruckt. Das Museum für Kunst und Gewerbe in Hamburg erhielt von Kerff 1990/91 mehr als 4600 Schwarzweißbilder sowie dessen gesamte Korrespondenz mit Renger-Patzsch. 
Neben eigenen Aufnahmen verfasste Kerff Lehrbücher und Fachbeiträge. Die Zeitschrift Foto-Prisma veröffentlichte zwischen 1950 und 1979 mehr als 100 Artikel Kerffs. Als Autor schrieb er präzise und klar gegliederte Beiträge, die sowohl für Laien als auch für Fachleute interessant waren. 
Die Gesellschaft Deutscher Lichtbildner würdigte Kerffs Bedeutung für die Fotografie, indem sie ihn 1953 als ersten nicht-professionellen Fotografen aufnahm.

## Nachlass
Nach seinem Tod im Februar 2001 übernahm seine Lebenspartnerin den Nachlass von Gerhard Kerff. Aufgrund der engen Verbundenheit mit dem Fotografen Albert Renger-Patzsch erfolgte 2010 die Angliederung des Nachlasses an das Archiv von Albert Renger-Patzsch, Stiftung Ann und Jürgen Wilde – Pinakothek der Moderne München.